# Haarlemmerstraat 150 (Amsterdam)
Haarlemmerstraat 150 te Amsterdam is een gebouw aan de Haarlemmerstraat in Amsterdam-Centrum. Het huisnummer behoort toe aan een winkeleenheid; de bovenliggende woningen kregen een adres aan de Korte Prinsengracht 25. In 1938 waren er nog drie percelen, waarvan twee aan de Korte Prinsengracht (25-27). Winkel en woningen kijken uit op de Eenhoornsluis.

## Geschiedenis

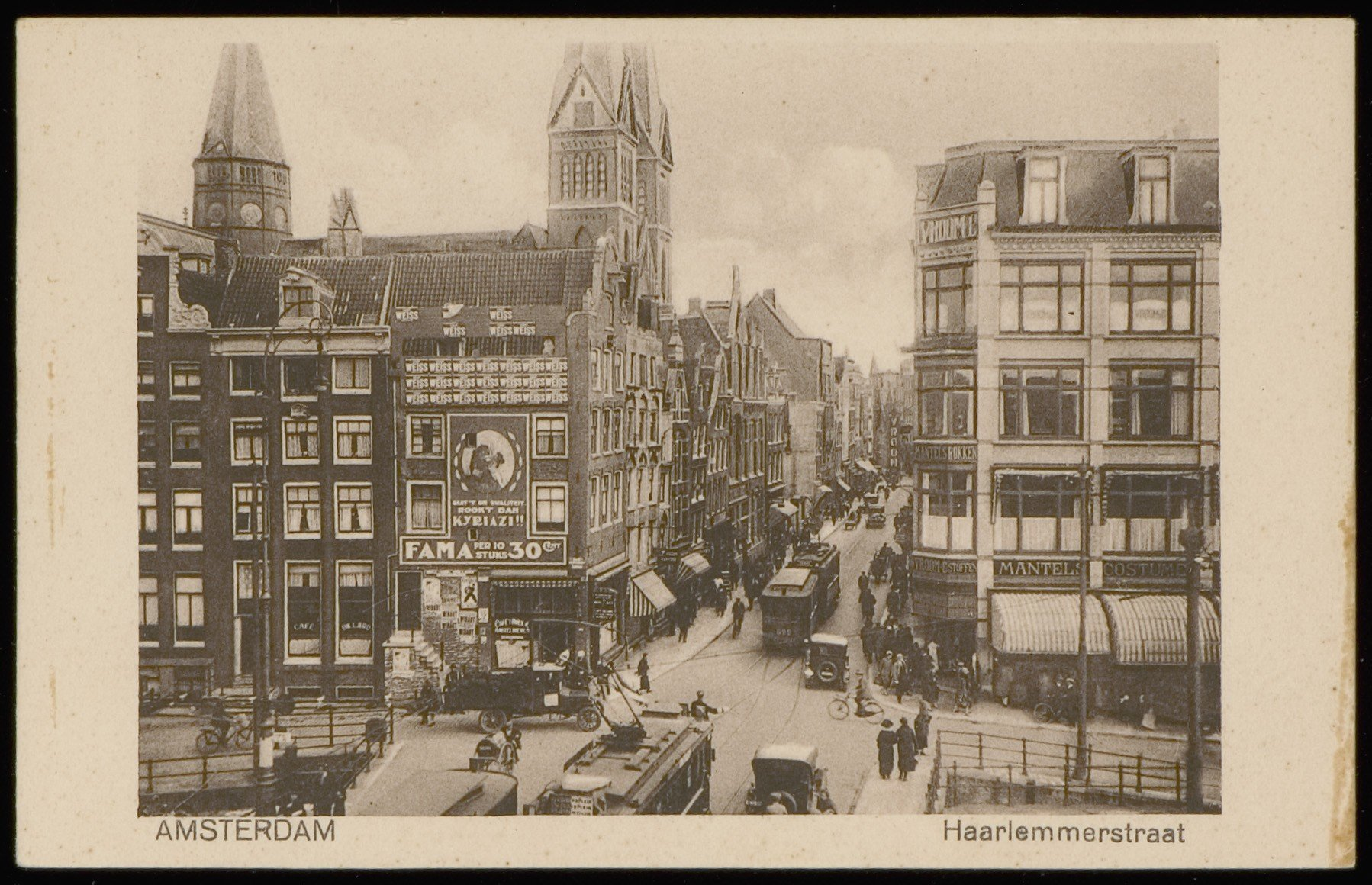
Ingang Haarlemmerstraat, links 150 met 25 en 27, rechts V&D (jaren 20)

De Haarlemmerstraat kent al eeuwenlang bebouwing. Delen daarvan werden gesloopt, weer opgetrokken, weer gesloopt etc. Dat geldt ook voor bovenstaand hoekgebouw. Hier stond al een woon/winkelpand met een verhoogde winkeleenheid, drie bovenwoningen en achter een klokgevel een kap, waarin een opslagzolder met hijsbalk en luik. Er was in 1906 een thee- en margarinehandel als ook een rijwielherstelwerkplaats in gevestigd, aldus meerdere foto’s van George Hendrik Breitner; later volgde nog een café-biljart (met zes bovenwoningen). In de jaren voor 1938 verloor het gebouw de steun van het buurpand en begon steeds schuiner te staan. Het werd met stutten en raamwerken overeind gehouden; datzelfde gold ook voor het aangrenzende gebouw aan de Korte Prinsengracht.  

## Sloop en bouw
Bij de eerder genoemde afwisseling tussen sloop, nieuwbouw etc. werd niet in die tijd niet altijd gelet of de nieuwbouw voor wat betreft bouwstijl wel paste in het straatbeeld. Een term als beschermd stadsgezicht was er nog niet.(echt). De architect Simon Switzar (jr.) pakte het hier anders aan. Hij ontwierp in opdracht van de NV Algemeene Waarborgmaatschappij een nieuw gebouw, waarbij de inmiddels gereinigde oude topgevel van bak- en zandsteen hergebruikt werd. Verder hield hij de klassieke raamverdeling uit de 17e aan in een verder uit Hilversums formaat (rode handvorm) baksteen opgetrokken gevels. Afwijkend daarop zijn de fries en borstweringen van Etteringer tufsteen en plintopvulling van hardsteen. Het gebouw bestreek inmiddels wel twee percelen (winkel met magazijn en drie woningen).. Na oplevering trok het schoenenbedrijf Presburg in de winkel; het bedrijf zou er tot in de jaren tachtig gevestigd zijn. Wat afwijkend is ten opzichte van het oude gebouw is de kleuring van de bovenlichten.  Aan het gebouw zit nog een gemeentebordje met de aanduiding van de buurt “Scheepvaartbuurt”  Boven in de gevel zijn er nog de gevelstenen Anno 1939, want op 24 maart startten de werkzaamheden.
Het gebouw verloor haar overbuurman, een filiaal van Vroom & Dreesman in januari 1940 als gevolg van een uitslaande brand; het terrein zou lang leeg blijven vanwege het uitbreken van de Tweede Wereldoorlog.
Het gebouw werd tot gemeentelijk monument verklaard. Hetzelfde geldt voor het tegenoverliggende complex Haarlemmerstraat 141-179 van Auke Komter uit 1954 waarbij ogenschijnlijk veel minder aandacht was voor de omgeving; het was de tijd van wederopbouw.